# Igreja Nova (ort)
Igreja Nova är en ort i Brasilien.   Den ligger i kommunen Igreja Nova och delstaten Alagoas, i den östra delen av landet, 1 400 km nordost om huvudstaden Brasília. Igreja Nova ligger 34 meter över havet och antalet invånare är 4 605.
Terrängen runt Igreja Nova är platt. Runt Igreja Nova är det ganska tätbefolkat, med 52 invånare per kvadratkilometer..
Omgivningarna runt Igreja Nova är huvudsakligen savann.